# HC TWK Innsbruck
HC TWK Innsbruck je avstrijski hokejski klub, ki od sezone 2012/13 nastopa v ligi EBEL. Domače tekme igrajo v Innsbrucku v Avstriji, v dvorani Olympiahalle Innsbruck.

## Trenerji
- Tommy Samuelsson: 2004/05
- Alan Haworth: 2005/06
- Larry Sacharuk: 2006/07
- Pat Cortina: 2007/08
- Ron Kennedy: 2007/08 - 2008/09
- Greg Holst: 2009/10
- Jarno Mensonen: 2009/10 - danes

## Znameniti hokejisti
Glej tudi Kategorija:Hokejisti HC TWK Innsbruck.
- Claus Dalpiaz
- Todd Elik
- Brad Isbister
- Pierre Dagenais
- Sergej Kapustin
- Tomaž Razingar
- Viktor Šalimov
- Gerhard Unterluggauer